# アイルランド国鉄2600系気動車
アイルランド国鉄2600系気動車（アイルランドこくてつ2600けいきどうしゃ）は、アイルランド国鉄（Iarnród Éireann）が所有する気動車の1形式。1994年5月16日から営業運転を開始した。
日本の東急車輛製造（現：総合車両製作所）がアイルランドへ向けて初めて製造した鉄道車両であり、加えて日本企業が完成車両をEC加盟国へ輸出する初めての事例にもなった。

## 概要
アイルランドの首都・ダブリンと100km圏内の各都市を結ぶ都市間通勤列車"ARROW"の運転開始に合わせて製造された気動車。車椅子スペースや便所が設置された奇数番号の車両（DC1）と未設置である偶数番号の車両（DC2）による2両編成を基本とするが、DC1同士の連結や他形式との混結など状況に応じて柔軟に編成を組む事が可能な設計となっている。そのため前面には貫通扉があり、欧州の鉄道車両で主流の大型幌が装着されている。
車体はアイルランド国鉄における車両限界を有効に使った構造になっており、天井内部には暖房ユニットや空調ダクトが設置されている。それまで用いられていた客車列車並みに騒音を抑えるため台枠上面板は鋼板によって全面が塞がれている他、床板に合板にステンレス板を貼り付けたプライメタルを採用する、駆動装置上に制振材を設置するなどの対策を行っている。座席配置は2人掛け×2の固定式クロスシート（ボックスシート）だが、排気用ダクトがある箇所のみ1人掛けとなっている。DC1に設置されている便所は車椅子でも利用可能な構造である。夏も涼しいアイルランドの気候に合わせて冷房は設置されていない一方、座席下に吊り下げ式暖房器が、天井内に2ユニットの温風暖房装置が備わっている。
駆動装置にはヨーロッパ各地で導入されているカミンズ製のものを使用し、変速機についてはコンピュータ制御を用い配線の簡素化を実現している。制動装置はアイルランド国鉄標準の応荷重付自動空気ブレーキを採用しているほか、UIC基準の滑走防止装置が取り付けられている。これらの機器配置は部品の共通化の観点からDC1、DC2とも同一となっている。台車は1両につき駆動台車と付随台車がそれぞれ1つづつ設置されており、ボルスタレス方式の採用、軸受支持装置にロールゴム方式を使用など軽量化や保守の容易化を図っている。
また安全面にも配慮しており、車体の片側2箇所に設置されている両開きの客用扉には戸挟み検知機能が、床下にある駆動装置周りには自動消火装置が設置されている。
なお、1954年から1987年までアイルランド国鉄の前身であるコラス・アイムペア・イールン（Córas Iompair Éireann）が導入した同形式の気動車が存在しており、「2600系」としては2代目にあたる。

## 運用
発注は1992年3月に行われ、1993年から翌1994年にかけて17両が日本からアイルランドへと輸出された。"ARROW"ブランドと共に営業運転を開始したのは同年の5月16日である。登場時の塗装はオレンジ色を基調に黒・白の帯が入るものであったが、2003年に"ARROW"が"コミューター（Commuter）"へブランド名を変更したのに併せ2600系も塗装変更が行われている。2019年現在、コーク - コーヴ、 ミッドルトン - マロー間で使用されている他、トラリー方面の運用に就く事もある。
2000年6月に起きた事故の影響で1両が2700系気動車と連結して運用していたが、故障の頻発を受けて2012年までに2700系（2700系・2750系）が全車廃車になった煽りを受けて同時に廃車されたため、2019年現在は8編成16両が営業運転に就く。
2600系から始まった気動車によるダブリン近郊の通勤列車は好評で、以降東急車輛製造に加えGECアルストム、CAFなど各国の企業が製造した気動車が多数導入されていく事となる。

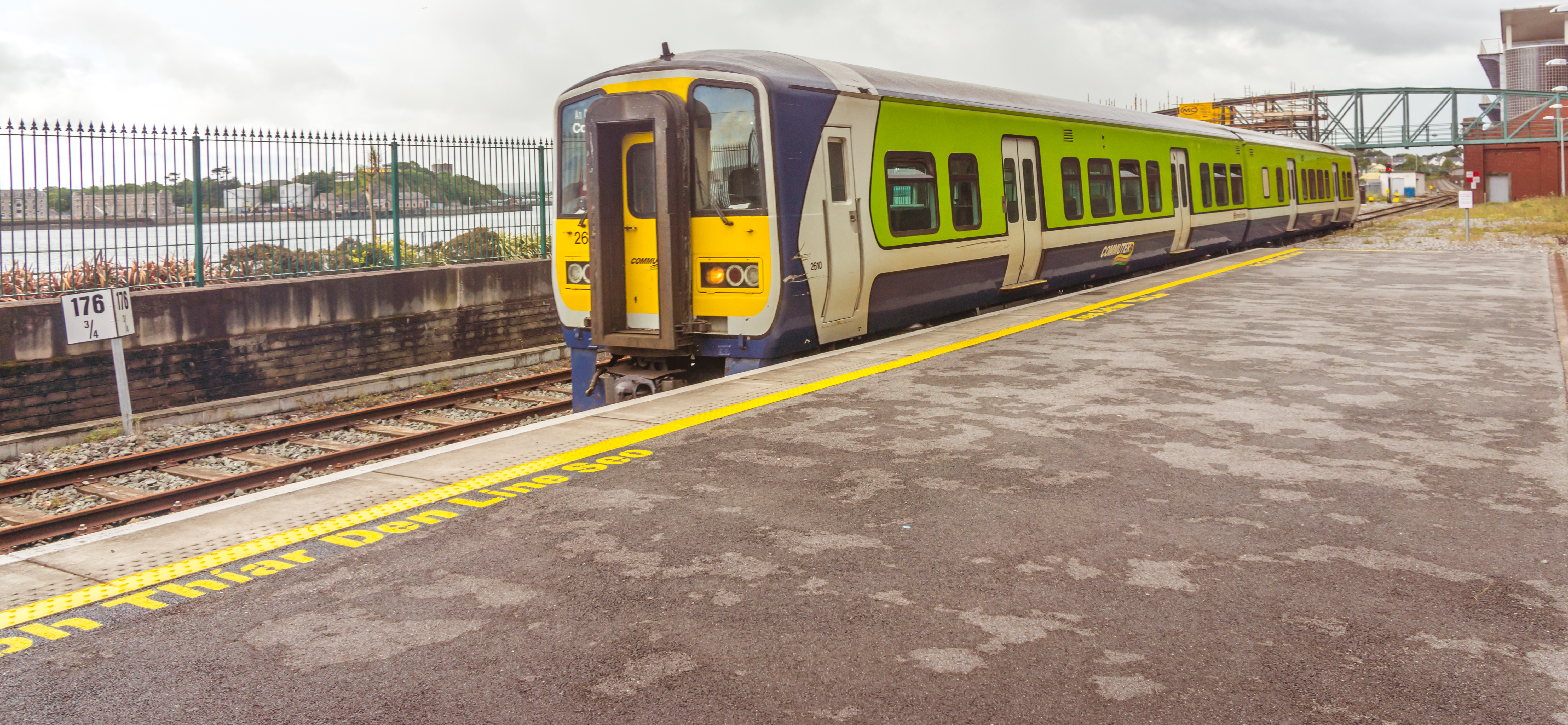
"コミューター"へのブランド変更直後の塗装